# Uffe (film)
Uffe er en dansk kortfilm fra 2019 instrueret af J. Sivert Lendorph Christensen.

## Handling
Uffe bevæger sig rundt i byen og leder efter en plante med mystiske egenskaber. Hans opførsel og livsstil hjemme i sin lejlighed påvirker hans snerpede nabo. Et forsøg på at få smidt Uffe ud af lejlighedsforeningen, får de begge alvorlige konsekvenser og Uffe indser, at hans tid her jorden er nået til en ende.

## Medvirkende
- Morten Eisner, Uffe
- Anne Sofie Wanstrup, Nabo
- Signe Sørensen, Bestyrelsesformand